# Человек ноября
«Человек ноября» (англ. The November Man) — американский шпионский боевик 2014 года режиссёра Роджера Дональдсона с Пирсом Броснаном, Ольгой Куриленко и Люком Брейси в главных ролях. Мировая премьера фильма состоялась 27 августа 2014 года, в России — 17 сентября.

## Сюжет
Экс-агент ЦРУ, невольно вернувшись в дело, оказывается в эпицентре международной интриги, затеянной главами разведывательного управления. В их планах — внедрение во внутреннюю политику стран Восточной Европы через кандидата в Президенты РФ с помощью шантажа грязным прошлым. На его совести — вторая вспышка войны на Северном Кавказе, жертвы, насилие. Но Питер Дэверо разгадывает тайны нечестной игры.

## В ролях
| Актёр             | Роль                       |
| ----------------- | -------------------------- |
| Пирс Броснан      | Питер Деверо               |
| Ольга Куриленко   | Элис Фурнье/Мира Филиппова |
| Люк Брейси        | Дэвид Мейсон               |
| Билл Смитрович    | Джон Хэнли                 |
| Лазар Ристовски   | Аркадий Фёдоров            |
| Амила Терзимехик  | Алекса                     |
| Элиза Тейлор      | Сара                       |
| Катерина Скорсоне | Селия                      |
| Уилл Паттон       | Перри Вайнштейн            |
| Патрик Кеннеди    | Эдгар Симпсон              |